# 奥夫鲁瓦库尔
奥夫鲁瓦库尔（法語：Offroicourt，法語發音：[ɔfʁwakuʁ] ⓘ）是法国大東部大區孚日省的一个市镇，属于讷沙托区。

## 地理
奥夫鲁瓦库尔（48°16'42"N, 6°2'25"E）面积9.33 平方千米，位于法国大東部大區孚日省，该省份为法国东北部内陆省份，北起默兹省和默尔特-摩泽尔省，西接上马恩省，南至上索恩省和贝尔福地区省，东临上莱茵省和下莱茵省。
与奥夫鲁瓦库尔接壤的市镇（或旧市镇、城区）包括：埃特雷讷、热姆兰库尔、雷米库尔、克桑图瓦地区鲁夫勒、维维耶-莱索夫鲁瓦库尔。

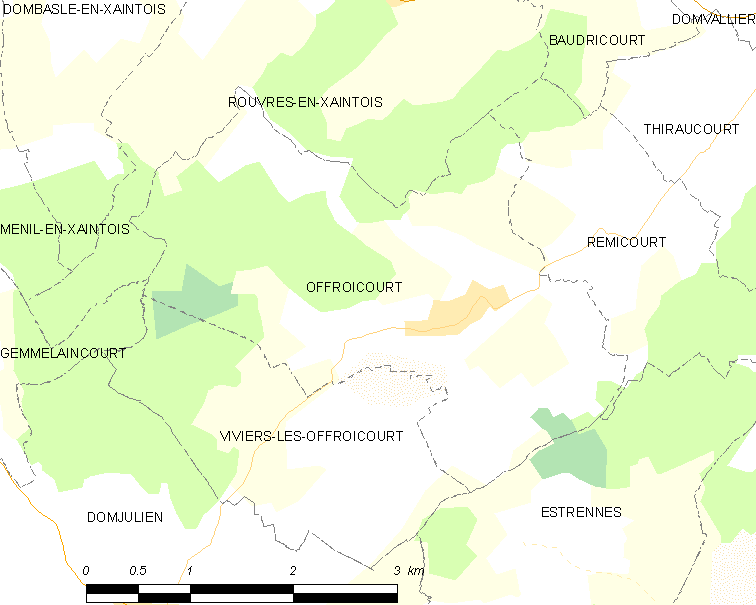
奥夫鲁瓦库尔的OSM定位图

奥夫鲁瓦库尔的时区为UTC+01:00、UTC+02:00（夏令时）。

## 行政
奥夫鲁瓦库尔的邮政编码为88500，INSEE市镇编码为88335。

## 政治
奥夫鲁瓦库尔所属的省级选区为维泰勒县。

## 人口

1962-2008年间奥夫鲁瓦库尔人口变化图示

奥夫鲁瓦库尔于2022年1月1日时的人口数量为150人。